# Martin Jakubko
Martin Jakubko (Chminianska Nová Ves, 26 febbraio 1980) è un ex calciatore slovacco, di ruolo attaccante.

## Biografia
Suo nipote Jakub Jakubko è a sua volta un calciatore professionista.

## Carriera

### Club
Il 1º agosto 2004 firma una tripletta ai danni dell'Inter Bratislava (1-4). Sigla una doppietta all'ultima giornata di campionato contro il Ružomberok (2-1).
Al termine della stagione 2014-2015 torna in patria, firmando con il Ružomberok.

## Palmarès

### Club

#### Competizioni Nazionali
- Coppa di Slovacchia: 1

Dukla Banská Bystrica: 2004-2005